# Totoschka tobezahn
Totoschka Tobezahn ist der gleichnamige Held aus der Saga „die Abenteuer des Totoschka Tobezahn“, die die Lebensgeschichte eines kleines Hundes erzählt, der im Deutschland des frühen 21. Jahrhunderts lebt